# Août 1856

## Événements
- Daniel Woodson, gouverneur intérimaire du Kansas, pro-esclavagiste, décrète l’état de guerre au moment où les opposants à l’entrée du Kansas dans l’Union comme État esclavagiste déclenchent la guérilla.

- 13 août : à Cheltenham, Henry Bessemer expose en introduction du congrès de la British Association les principes du procédé qui révolutionnera la sidérurgie
- 30 août : bataille de Osawatomie entre pro-esclavagistes et abolitionnistes au Kansas.

## Naissances
- 1er août : Frans Hens, peintre belge († 11 mai 1928).
- 26 août : Léon Frédéric, peintre belge († 25 janvier 1940).

## Décès
- 24 août : William Buckland, paléontologue britannique.